# Aubing-Lochhausen-Langwied
Aubing-Lochhausen-Langwied è uno dei distretti in cui è suddivisa la città di Monaco di Baviera, in Germania. Viene identificato col numero 22.

## Geografia fisica
Il distretto si trova nella parte ovest della città.

### Suddivisione
Il distretto è suddiviso amministrativamente in 3 quartieri (Bezirksteile):
1. Altaubing
2. Aubing-Süd
3. Lochhausen